# 次郎丸站

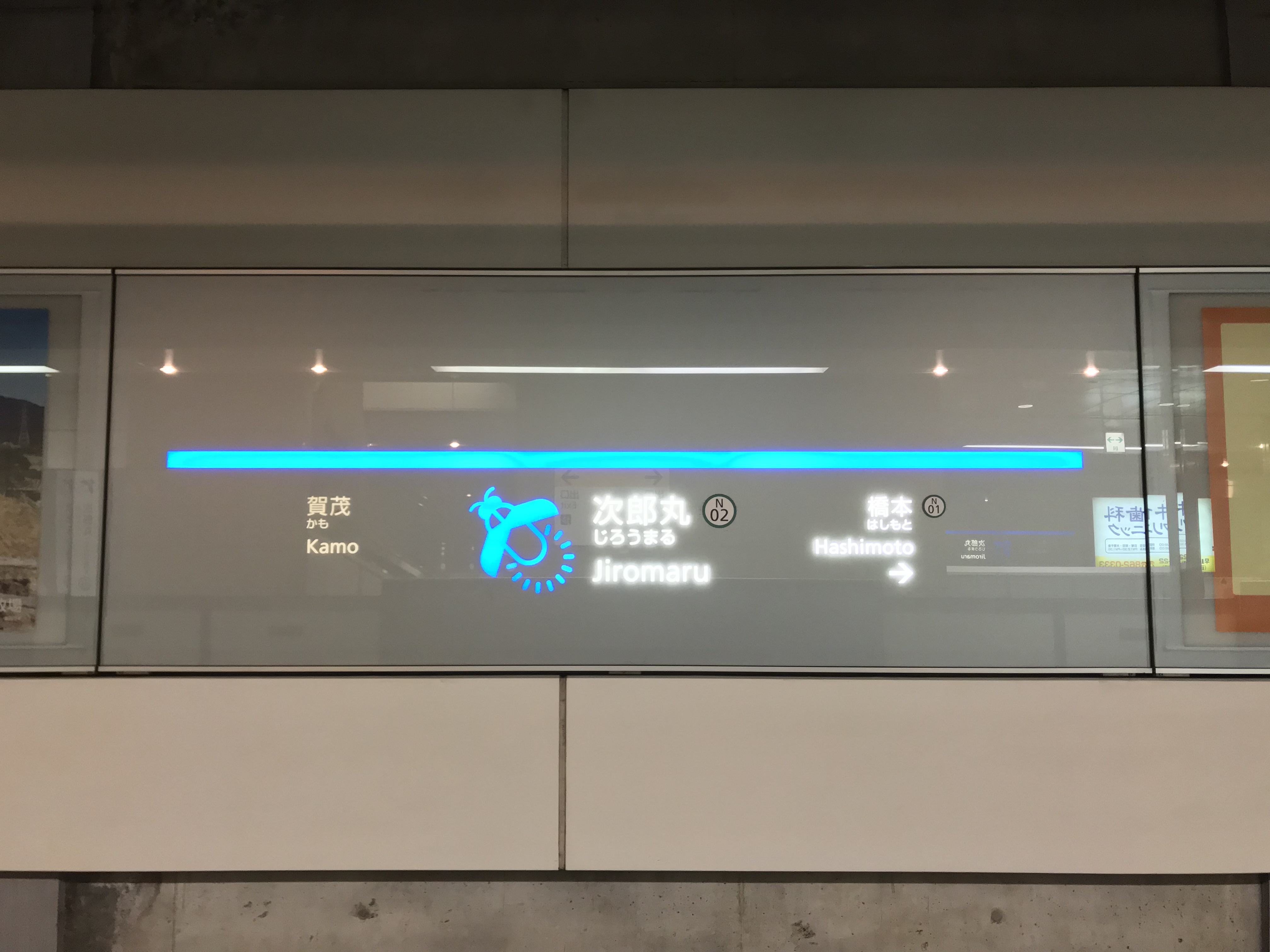
站名牌（2017年12月3日攝）

次郎丸站（日语：／ Jirōmaru eki */?）是一個位於日本福岡縣福岡市早良區次郎丸一丁目，屬於福岡市地下鐵七隈線的鐵路車站。車站編號是N02。

## 歷史
- 2005年（平成17年）2月3日 - 開業。

## 車站構造
島式月台1面2線的地底車站。

### 月台配置
| 月台 | 路線   | 目的地                         |
| ---- | ------ | ------------------------------ |
| 1    | 七隈線 | 福大前、六本松、藥院、博多方向 |
| 2    | 七隈線 | 橋本方向                       |

## 利用狀況
2016年（平成28年）度的1日平均上車人次為2,892人。
開業以後的1日平均上車人次的推移如下表。
| 年度               | 1日平均 上車人次 |
| ------------------ | ---------------- |
| 2004年（平成16年） | 1,595            |
| 2005年（平成17年） | 1,454            |
| 2006年（平成18年） | 1,762            |
| 2007年（平成19年） | 1,925            |
| 2008年（平成20年） | 2,034            |
| 2009年（平成21年） | 2,266            |
| 2010年（平成22年） | 2,282            |
| 2011年（平成23年） | 2,361            |
| 2012年（平成24年） | 2,458            |
| 2013年（平成25年） | 2,542            |
| 2014年（平成26年） | 2,690            |
| 2015年（平成27年） | 2,764            |
| 2016年（平成28年） | 2,892            |

## 相鄰車站
福岡市交通局（福岡市地下鐵）
 七隈線
橋本（N01）－次郎丸（N02）－賀茂（N03）

## 外部連結
- 福岡市地下鐵 次郎丸站 （页面存档备份，存于）（日語）